# Оїсо (Канаґава)

35°18′25″ пн. ш. 139°18′41″ сх. д. / 35.30694° пн. ш. 139.31139° сх. д.
Оїсо (яп. 大磯町, おおいそまち, МФА: [oː.iso mat͡ɕi̥]) — містечко в Японії, в повіті Нака префектури Канаґава. Станом на 1 квітня 2009 площа містечка становила 17,18 км². Станом на 1 липня 2011 населення містечка становило 32 966 осіб.

## Міста-побратими
- Коморо, Японія (1968)
- Дейтон, США (1968)
- Ямагути, Японія (1973)
- Расін, США (1982)
- Осло, Норвегія (1989)